# 張聚
張聚，福建将乐縣人，明朝政治人物、進士出身。

## 生平
永樂十三年，登進士，擔任广西道监察御史。